# Mihail Petrovics Pogogyin
Mihail Petrovics Pogogyin (Moszkva, 1800. november 23. – 1875. december 20.) orosz történész.

## Élete
A moszkvai egyetemen tanult és írói működését 1823-ban az oroszok eredetéről írt értekezésével kezdte meg. 1825-ben a moszkvai egyetem docense lett, 1830-tól 1844-ig pedig ugyanazon egyetemen a történelem tanára volt. 1841-ben a szentpétervári tudományos akadémia tagja lett. Ez időben történelmi munkásságán kívül nagy tevékenységet fejtett ki szépirodalmi téren is. Lefordította Goethének Götz von Berlichingen drámáját, írt egy eredeti drámát: Marfa Poszadnjica (1831), azután három kötet novellát (1833), Ál-Demeter dramatizált történetét (1835) és szépirodalmi folyóiratokat és zsebkönyveket is adott ki. Mindezeknél jelentékenyebbek történelmi kutatásai, ezek: Rettenetes Iván jelleme (1828); Godunov bűnrészessége Demeter meggyilkolásában (1829); Nesztor krónikája (1836) és a krónikák egész sorozatának kiadása. 1841-ben megalapította a Moszkvitjanin című folyóiratot, amelyből tizenöt évfolyam jelent meg. Mint buzgó szlavofil 1858-ban ő is egyike volt azoknak, akik a moszkvai szláv jótékonysági egyesületet megalapították. Sokoldalú elfoglaltsága miatt nem is sikerült neki fő munkáját, Oroszország nagyszabású történetét befejezni és ebből csak két kötet jelent meg.